# آزادراه

علامت آزادراه در ایران

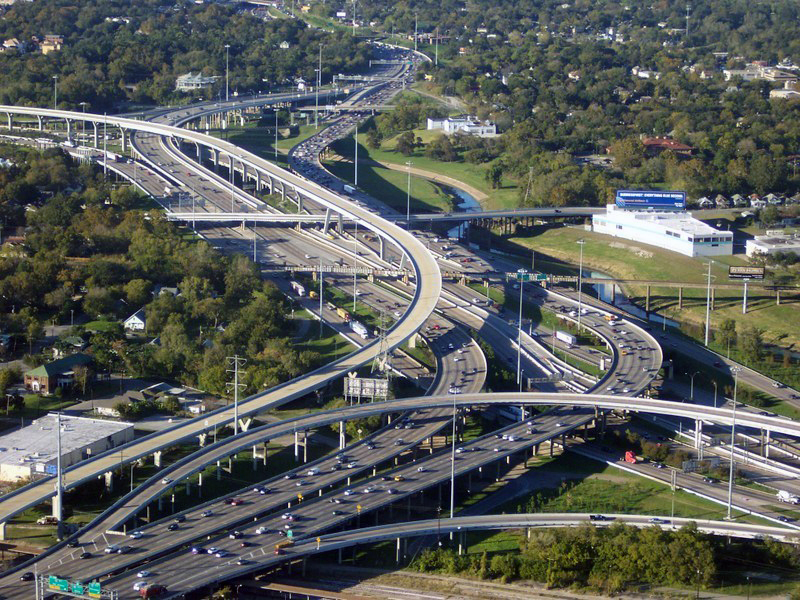
تقاطع آزادراه‌های I-10 و I-45 در شهر هیوستون آمریکا.

آزادراه یا اتوبان راهی است که خطوط رفت و برگشت آن از یکدیگر جداست، هیچگونه تقاطع همسطح ندارد، ورود و خروج از آن محدود است، غالباً با پرداخت عوارض همراه است و معمولاً در خارج از شهرها احداث می‌گردد. در واقع آزادراه، گونه‌ای راه بزرگ و با پهنای زیاد است که بین شهرها ساخته می‌شود و در فاصله دو شهر بریدگی برای دور زدن در جدول وسط ندارد.
آزادراه‌ها عاری از تقاطع‌های هم‌سطح، محل گذر خط آهن و خطوط عابر پیاده به‌طور هم‌سطح هستند.
با ایجاد تقاطع‌های غیرهم‌سطح در مسیر آزادراه، حرکت وسایل نقلیه در این مسیر آزادانه و بدون توقف انجام می‌شود.
یک بزرگ‌راه راه پهن و دوطرفه‌ای است که ممکن است در برخی نقاط تقاطع هم‌سطح و دور برگردان داشته باشد و بنابراین آزادراه به‌شمار نمی‌آید. به راه بزرگ اصلی میان دو نقطه که ممکن است از نوع جاده، بزرگ‌راه یا آزادراه باشد، شاهراه گفته می‌شود.

## بخش‌های آزادراه
به‌طور کلی یک آزاد راه را می‌توان به سه بخش عمده تقسیم کرد:
- قسمت اصلی آزادراه که تحت تأثیر حرکت‌های واگرا و همگرای نزدیک شیب‌راهه‌ها قرار ندارد و در واقع هیچگونه حرکت موجی شکل در آن انجام نمی‌شود.
- مقاطع حرکت‌های موجی شکل یا مقاطع تغییر خط (Weaving) که در این قسمت‌ها دو (یا بیش از دو) جریان حرکتی مختلف یکدیگر را قطع می‌کنند. مقاطع حرکت‌های موجی، بیشتر در قسمت‌هایی است که در آن، نقاط ورودی (همگرایی) نزدیک به قسمت‌های خروجی (واگرایی) قرار دارد. مقاطع تغییر خط، شامل مقاطعی می‌باشد که به دنبال یک شیب‌راههٔ ورودی، یک شیب راههٔ خروجی وجود دارد و بین آن‌ها یک مسیر محوری پیوسته قرارر گرفته‌است.
- محل اتصال رمپ‌ها، که شامل محل اتصال رمپ‌های ورودی و خروجی به آزاد راه‌ها هستند. در این نقاط از آزاد راه به دلیل حرکت‌های ورودی و خروجی در جریان وسایل نقلیه آشفتگی روی می‌دهد.

قسمت اصلی آزاد راه در منطقه‌ای خارج از تأثیر رمپ‌ها و حرکت‌های موجی قرا دارد.

## ظرفیت آزاد راه
در روندهای تحلیل ظرفیت، مقاطع آزادراهی و بزرگ‌راه‌های چند خطه بر اساس سرعت آزادشان طبقه‌بندی می‌شوند. سرعت جریان آزاد، سرعتی است که هنگام جریان صفر در منحنی سرعت جریان داریم. در واقع این سرعت زمانی‌که نرخ جریان از ۱۰۰۰ وسیله نقلیه در ساعت در خط کمتر است رخ می‌دهد.
در تحلیل ظرفیت آزادراه و بزرگراه، منحنی سرعت جریان بر اساس شرایط پایه می‌باشد که این شرایط عبارتند از:
- خودروهای سنگین در جریان ترافیک وجود ندارد
- رانندگان به مسیر آشنا می‌باشد
- عرض خط عبور و فاصلهٔ آزاد جانبی (نشان داده‌اند که پهنای خط عبور ۱۲ فوت یا ۶۵/۳ متر و فاصلهٔ مانع جانبی مثل تیرک تلفن یا دیوار حائل از لبهٔ سواره رو نباید از ۶ فوت یا ۸۳/۱ متر کمتر باشد)

## مقررات رانندگی
در ایران، حداقل سرعت رانندگی در آزادراه‌ها برابر ۷۰ کیلومتر بر ساعت و حداکثر سرعت مجاز برای خودروهای سواری و وانت‌ها در مناطق مسکونی ۱۲۵ و برای انواع اتوبوس، مینی‌بوس، تریلر، کامیون و کامیونت برابر ۱۱۰ کیلومتر بر ساعت و در مناطق غیر مسکونی و بیرون شهر، حداکثر سرعت مجاز انواع سواری و وانت بار ۱۲۰ و برای اتوبوس و مینی بوس و تریلی کامیون و کامیونت ۱۱۰ کیلومتر در ساعت و حداقل سرعت مجاز وسایل نقلیه فوق ۷۰ کیلومتر بر ساعت است و استفاده از حداقل سرعت مجاز صرفا در سمت راست آزاد راه(جنب شانه راه) مجاز است.

همچنین ورود و عبور عابران پیاده در آزادراه‌ها و حرکت کامیون و اتوبوسها از لاین سرعت ممنوع است. در این مورد، قانون ایمنی راه‌ها و راه‌آهن ایران می‌گوید:
تبصره: پلیس، سرعت مجاز چند آزادراه را به‌طور آزمایشی به ۱۳۰ کیلومتر بر ساعت رساند.
مادهٔ ۴: ورود و عبور عابرین پیاده و انواع وسایل نقلیه غیرمجاز و عبور دادن دام در آزادراه‌ها و همچنین توقف وسایل نقلیه در خطوط عبور، ممنوع است. هرگاه به جهات مذکور حادثه‌ای واقع شود که منجر به ضرب یا جرح یا قتل یا خسارت مالی شود، درصورتی‌که خودرو عیب فنی نداشته‌باشد و راننده دارای گواهینامهٔ معتبر بوده و در حالت عادی باشد (مصرف نکردن مشروب، قرص‌های روانگردان و…) رانندهٔ مجاز که وسیلهٔ نقلیهٔ او مجاز به حرکت در آزادراه‌ها باشد، نسبت به موارد فوق مسئولیتی نخواهد داشت؛ ولی درهرحال مکلف است درصورت بروز حادثه وسیلهٔ نقلیه را در شانهٔ سمت راست متوقف نموده و مصدوم را با وسیلهٔ نقلیهٔ خود یا وسیله‌ای دیگر بلافاصله به اولین درمانگاه یا بیمارستان برساند و مراتب را به مأموران انتظامی اطلاع دهد.
همچنین تردد اتوبوس، مینی بوس و انواع بارکش‌ها به استثنای وانت ها در خط سوم (سرعت) آزادراه های شهری ممنوع است.

## تفاوت آزادراه و بزرگراه
1. آزادراه شانهٔ خطر دارد ولی بزرگراه نه.
2. تابلوهای نصب‌شده در آزادراه آبی‌رنگ است، ولی در بزرگراه سبزرنگ هستند.
3. در آزادراه تقاطع همسطح وجود ندارد و کلیهٔ تقاطع‌ها غیرهمسطح هستند ولی در بزرگراه ممکن است تقاطع همسطح وجود داشته باشد.
4. در آزادراه دوربرگردان وجود ندارد ولی در بزرگراه وجود دارد.
5. تردد در آزادراه معمولاً با پرداخت عوارض قانونی مجاز است، اما در بزرگراه نیازی به پرداخت عوارض نیست.
6. در کنار هر آزادراه مسیر جایگزین دیگری برای کسانی که نمی‌خواهند از آزادراه استفاده کنند وجود دارد، مثلاً جاده قدیم تهران-ساوه، در کنار آزادراه تهران-ساوه. اما در بزرگراه‌ها چنین چیزی وجود ندارد، مثلاً در کنار بزرگراه بندرعباس-سیرجان، هیچ مسیر جایگزین دیگری وجود ندارد.

## بزرگراه‌های بدون آینده
در قرن بیستم، که به دوران بزرگراه‌سازی آمریکا مشهور است، آزادراه‌های وسیعی ایجاد شد که بخش‌های بزرگی در شهرها را از یکدیگر جدا کرد. اغلب محله‌های پرجنب‌وجوش، متنوع و کارآمد با احداث بزرگراه‌ها ویران یا منزوی شدند و جوامع و اقتصادها را نابود کردند. با وجود اینکه امروزه، بسیاری از این بزرگراه‌های شهری به پایان عمر خود رسیده‌اند و هدف و ارزش مستمر آن‌ها زیر سؤال رفته‌است، اما هنوز در ایران مدیران شهری در حال توسعه زیرساخت‌های خودرومحور در شهر هستند.
در ایالات متحده جنبش تبدیل بزرگراه‌ها به بلوار، مسیری رو به جلو برای احیا، بازسازی و نوسازی جوامع ارائه می‌کند. این جنبش به دنبال جایگزینی بزرگراه‌های قدیمی که به جوامع آسیب می‌رسانند با دارایی‌هایی مانند خیابان‌های شهیر، مسکن و فضای سبز است. خیابان‌های جدید به مکان‌هایی سرزنده برای تعامل عمومی ساکنان پیرامونی، با مشاغل، و همچنین ادغام بهتر با سیستم‌های حمل و نقل شهری تبدیل می‌شوند. تبدیل بزرگراه به بلوار، دسترسی به مشاغل و خدمات را افزایش می‌دهد و امکان ایجاد فضای شهری با عملکرد مناسب را فراهم می‌کند. تا به امروز، 18 شهر آمریکا بزرگراه‌های خود را حذف کرده یا متعهد به تغییر کریدورهای بزرگراه شهری شده‌اند.
از آنجایی که بزرگراه‌های شهری و ورودی‌ها و خروجی‌های مجاور آن‌ها فرصت‌هایی را برای تبدیل بدهی‌های گذشته شهر به دارایی‌های ارزشمند ارائه می‌دهند، مقامات منتخب و شهروندان به‌طور یکسان می‌توانند مدافع تحولاتی باشند که از مکان‌های ارزشمند اجتماعی و اقتصادی حمایت می‌کنند.